# Nino Buonocore
Adelmo Buonocore, noto come Nino Buonocore (Napoli, 26 luglio 1958), è un cantautore italiano.

## Biografia
Il fratello Dino lavora nel mondo discografico, in quanto responsabile dell'ufficio vendite della casa discografica Vedette.
Dopo aver lavorato come turnista in varie sale di incisione, tra il 1976 ed il 1978 incide due 45 giri con lo pseudonimo di Davy Jones e poi altri due 45 giri come Adelmo Ferrari (Io e te & In vestaglia).
Nel 1978 esce il primo 45 giri come Nino Buonocore, in napoletano, per la Fonia Records ('Nnammurato).
Incide sempre per la Fonia, il primo album Sferisterio, che però non verrà pubblicato, ma di cui esiste la lacca con 10 canzoni ad oggi inedite.
Scrive, arrangia e cura, tra il 1978 ed il 1979, i due singoli del gruppo Enter 'o Clisma.
Nel 1979 firma un contratto per la RCA Italiana. Il debutto avviene proprio in quell'anno, con il 45 giri Amico coccodrillo/Due x due.
Nel 1980 pubblica il Q-Disc Acida, in cui è contenuta la canzone Se.
Nel 1981 il brano "Se" viene utilizzato come sigla della serie televisiva L'uomo da sei milioni di dollari e pubblicato come 45 giri dalla RCA Italiana.
Nel 1982 viene pubblicato il primo vero 33 giri, intitolato Yaya, prodotto da Simon Boswell e suonato con il gruppo wave inglese Live Wire, con cui partecipa nella sezione "Discoverde", al Festivalbar.
Nel 1983 è per la prima volta al Festival di Sanremo con il brano Nuovo amore, che riceve ampi consensi di critica (Renzo Arbore, durante la diretta della prima serata, seduto in prima fila, ne parla come il miglior giovane in gara). Alla fine del 1985, il brano verrà pubblicato nei paesi dell'America latina, vendendo oltre tre milioni di copie. Alla fine dell'estate 1983 esce il singolo Notte chiara (di cui viene realizzato anche un video), sigla della telenovela Cara a cara ed il 33 giri Nino in copertina, ed entrambi fanno la loro presenza in classifica.
Nel 1984 Nino firma per dieci anni con la Emi, e alla fine di quell'anno esce il 33 giri Nino Buonocore, seguito, pochi mesi dopo, dal singolo Soli, sigla di chiusura di Domenica in, e di cui viene realizzato anche un video.
Nel 1985 partecipa al Festival di Saint Vincent con Io mi inventerò.
Nel 1987 la vera svolta verso un tipo di musica molto più raffinata e meno rock. È l'anno di Rosanna, presentata a Sanremo e, a oggi, una delle sue maggiori hit. Durante l'estate partecipa al Festival di Saint Vincent ed al Festivalbar, con il nuovo singolo Se io fossi in te, dove inizia il sodalizio artistico, per la scrittura delle canzoni, con il paroliere Michele De Vitis.
Nel 1988 è di nuovo a Sanremo con il brano Le tue chiavi non ho, cui segue un importante 33 giri: Una città tra le mani, ove nei ricchissimi crediti dei musicisti che vi hanno preso parte, figura anche il grande jazzista Chet Baker. Di rilievo la partecipazione al programma musicale Doc, con Chet Baker, Nicola Stilo, Rino Zurzolo, Massimo Volpe, Peppe Sannino e altri prestigiosi musicisti. Durante l'estate partecipa al Festivalbar con il brano Con l'acqua alla gola, stampato anche in versione remix.
Il 1990 è l'anno di Buonocore: vengono pubblicati contemporaneamente il 33 giri Sabato, domenica e lunedì ed il singolo Scrivimi. Entrambi nella top ten delle classifiche per mesi, totalizzeranno oltre 200 000 copie vendute l'album e, a oggi, con pubblicazione in diverse versioni e lingue e paesi, oltre 3 milioni di copie per Scrivimi, inserita anche nella colonna sonora del film di Castellitto Non ti muovere. Buonocore si classifica terzo tra gli italiani al Festivalbar e secondo al Cantagiro. Nel 2006, Laura Pausini inserisce il brano Scrivimi nell'album Io canto e Mango nel disco L'amore è invisibile (2014). Nell'album "Non smetto di ascoltarti" uscito il 6 maggio 2016, Fabio Concato chiude la track list del disco proprio con Scrivimi.
Nel 1992 viene pubblicato l'album La naturale incertezza del vivere, da cui vengono estratti i singoli Il mandorlo e E non dire. L'album resta 20 settimane in classifica. Partecipazione al Festivalbar e Vota la voce.
All'inizio del 1993, come ultimo impegno contrattuale con la Emi, Nino partecipa a Sanremo con il brano Una canzone d'amore, cui segue la raccolta del periodo con la Emi, Un po' di più, che contiene anche tre inediti. Per un improvviso raffreddore e conseguente abbassamento della voce è costretto a riarrangiare il pezzo, cambiando la tonalità e senza avvalersi dell'orchestra, in occasione della serata finale del Festival.
Anni di riflessione e silenzio, per poi tornare alla fine del 1998, con un album "di passaggio", inciso per la Easy di Claudio Mattone e intitolato Alti & Bassi, da cui vengono estratti i singoli Nemmeno un momento e Prima o poi.
All'inizio del 2001, Nino intraprende un delicato e raffinato cammino di ulteriore avvicinamento al jazz, organizzando un sestetto di grande qualità e pubblicando del 2004 il CD Libero passeggero, cui è allegato un DVD In viaggio, in cui lo stesso Nino ed i musicisti del sestetto, spiegano il senso, le origini e gli sviluppi del progetto. Da segnalare anche un raro e inedito video di Nino del 1988, in una sessione di presentazione alla stampa dell'album Una città tra le mani, con un gruppo e con Chet Baker e immagini inedite girate a New York, ai Green Street Studios, durante le registrazioni di Sabato, domenica e lunedì.
A questo album seguono tre tournée (2004, 2005 e 2006) nei teatri italiani e in quegli spazi ove è possibile creare raffinate atmosfere.
Durante il 2007, è proseguito il lavoro nei suoi Grooves Studios di Napoli, alla realizzazione del nuovo album, concedendosi - nel contempo - dal vivo in importanti luoghi come il "Musicultura Festival" di Macerata (tra i tanti artisti presenti c'era Franco Battiato), o il "The Place" di Roma e partecipando alla registrazione dello spettacolo di Alessandro Siani Tienimi presente suonando e cantando la sua canzone Scrivimi.
Durante il 2008 Nino è al lavoro sul seguito naturale di Libero Passeggero, intitolato nei progetti Greatest Studio Unplugged, contenente le altre hit reinterpretate e riarrangiate in chiave jazz col il sestetto. In estate è in tour di rito. Prosegue il lavoro sulle nuove canzoni per il nuovo disco di inediti.
Il 2009 è iniziato con il grande concerto evento al Teatro Delle Palme a Napoli, dove sono stati eseguiti anche alcuni inediti che saranno contenuti nel disco nuovo, a cui Nino sta lavorando. Nel frattempo la Azzurra Music ha pubblicato con il titolo di Scrivimi, la raccolta in studio con il sestetto, delle altre hit non contenute in Libero passeggero.
Il 4 giugno 2013 (anticipato negli stores on-line il 27 maggio 2013), viene pubblicato dalla Hydra Music il nuovo album Segnali di umana presenza.
A settembre 2013, Nessuno, scritta da Buonocore e De Vitis e arrangiata dallo stesso Nino, è il singolo di lancio dell'album Nella casa di Pepe, inciso da Serena Rossi, già protagonista della soap Un posto al sole.
Il 20 maggio 2015, viene pubblicato il nuovo album di Enzo Gragnaniello, intitolato Misteriosamente, che contiene un duetto con Nino: Quale futuro vuoi.
Il 27 febbraio 2020, in occasione del concerto all'Auditorium Parco della Musica a Roma, registra il primo album dal vivo e dvd, in pubblicazione.
Il 6 Novembre 2020 l'Egea Music pubblica il 45 giri Meglio così/Rosanna", anticipazione dell'album In Jazz che uscirà nel gennaio 2021.
Il 19 Febbraio 2021, Egea Music pubblica il nuovo album. È il primo live in assoluto, dopo oltre quarant'anni di carriera. Il disco, intitolato "In jazz live", è stato registrato in diretta in occasione del concerto all'Auditorium Parco della Musica di Roma, tenutosi a febbraio 2020. La formazione è di assoluto prestigio. Oltre ai musicisti "storici" come Antonio Fresa al piano e rhodes e Antonio De Luise al contrabbasso, abbiamo per la prima volta in un album Amedeo Ariano alla batteria. Impreziosiscono il disco due assoluti talenti del jazz italiano: Flavio Boltro alla tromba e Max Ionata al sax. La tracklist del compact disc è quella completa del concerto mentre, per questioni di spazio, sul vinile sono state selezionate 10 tracce. Le ultime canzoni pubblicate anche su vinile erano state quelle dell'album Un po' di più, pubblicato dalla Emi 27 anni prima nel 1993, in occasione del Festival di Sanremo.
Il 30 settembre 2022 viene pubblicato per la prima volta in vinile, Libero passeggero.

## Discografia

### Album
- 1978 - Sferisterio (Fonia Italiana, CD3309, non pubblicato di cui esiste la lacca)
- 1980 - Acida (RCA Italiana, PG-33404) (Q disc)
- 1982 - Yaya (RCA Italiana, PL-31615)
- 1983 - Nino in copertina (RCA Italiana, PL-70058)
- 1984 - Nino Buonocore (EMI Italiana, 64-1186681)
- 1988 - Una città tra le mani (EMI Italiana, 64-7902041)
- 1990 - Sabato, domenica e lunedì (EMI Italiana, 66-7943661)
- 1992 - La naturale incertezza del vivere (EMI Italiana, 60-7994151)
- 1993 - Un po' di più (EMI Italiana, 7943662)
- 1998 - Alti e bassi (Easy Records-RTI Music, ESY 13362)
- 2004 - Libero passeggero, come Nino Buonocore Sextet (Cd+DVD) (La Canzonetta Record, FDM 310504) Il 30/09/2022 esce in vinile.
- 2009 - Scrivimi "Greatest Studio Unplugged" (Azzurra Music)
- 2013 - Segnali di umana presenza (Hydra Music - 20.06.13)
- 2021 - Nino Buonocore in Jazz "live" (Egea Music (vinile e cd) - 19.02.2021)

### Singoli
- 1976 - Together will be happy (Ghibli - CD4587) (come Davy Jones)
- 1976 - Io e te/Nel cuore nell'anima (Ghibli, CD-4520) (come Adelmo Ferrari)
- 1977 - Love love love (Ghibli - CD4522) (come Davy Jones & Love Sensation's)
- 1977 - In vestaglia/Il primo giorno senza te (come Adelmo Ferrari)
- 1978 - 'Nnammurato/'Mbechera (Fonia Italiana, CD-4540)
- 1978 - M'aggio accattato nu tavuto (GEB - CD5019) (come Enter 'o Clisma)
- 1978 - Rock'o ko'  (Stars - ST4451) (come Enter 'o Clisma)
- 1979 - Amico coccodrillo/Due x due (RCA Italiana, PB-6325)
- 1981 - Se/Palinuro bar (RCA Italiana, PB-6522)
- 1982 - Yaya/Yaya (RCA Italiana, PB-6587)
- 1983 - Nuovo amore/Oh! mamma abbracciami (RCA Italiana, PB-6659)
- 1983 - Notte chiara/Nino in copertina (RCA Italiana, PB-6710)
- 1984 - Soli/Hai gambe lunghe ragazzo (EMI Italiana)
- 1987 - Rosanna/Quando un amore (EMI Italiana, 06-1187757)
- 1987 - Se fossi in te/Cose importanti (EMI Italiana, 06-1187947)
- 1988 - Le tue chiavi non ho/Un po' di più (EMI Italiana, 06-1188084)
- 1988 - Con l'acqua alla gola (remix) (EMI Italiana)
- 1990 - Scrivimi/Abitudini (EMI Italiana, 06-1188437)
- 1992 - Il mandorlo (EMI Italiana)
- 1992 - E non dire (EMI Italiana)
- 1993 - Una canzone d'amore (EMI Italiana, cd singolo con quattro tracce)
- 1998 - Nemmeno un momento (Easy - Rti Music)
- 1999 - Prima o poi (Easy - Rti Music)
- 2013 - Il lessico del cuore (NB Project, digital download - 04.06.13)
- 2020 - Meglio così (radio edit)/Rosanna (jazz version) (Egea Music, digital download - 06.11.20)

### Raccolte
- 1998 - Il meglio di Nino Buonocore (RCA-BMG)
- 2004 - Made in Italy (EMI Italiana)
- 2007 - Solo grandi successi (EMI Italiana)
- 2009 - Made in Italy - New Version (EMI Italiana)

## Partecipazioni al Festival di Sanremo
- 1983 - Nuovo amore - Non finalista
- 1987 - Rosanna - 23º posto
- 1988 - Le tue chiavi non ho - 25º posto
- 1993 - Una canzone d'amore - 15º posto

## Partecipazioni al Festivalbar
- 1982 - Yaya (sezione Discoverde, riservata agli artisti emergenti)
- 1987 - Se fossi in te
- 1988 - Con l'acqua alla gola
- 1990 - Scrivimi
- 1992 - Il mandorlo